# Pro bono
Pro bono (на латински: pro bono publico – за обществения интерес) – е фраза от латинския език и означава професионална работа извършена доброволно и без заплащане. За разлика от нормалната благотворителна дейност в този случай става въпрос за извършване на професионална дейност от професионалисти в областта, която те познават най-добре. Най-често това се отнася за юристи и лекари, които извършват дейността си без заплащане. Все по-широко разпространение получава и в средите на други професии.

## Практиката pro bono в юридическите среди
Юридическите услуги pro bono се оказват безплатно и не включват друга благотворителна дейност, като даване на пари и събиране на дарения, както и финансиране на различни програми.
Практиката на pro bono е широко разпространена в САЩ. Американската правна асоциация препоръчва на своите членове да полагат годишно поне 50 часа юридически услуги pro bono. В някои щати тези часове могат да са по-малко.

## Други дейности
В областта на медицината могат без заплащане или срещу заплащане много по-малко от стандартното, да се дават здравни съвети и извършват медицински дейности. Могат да се осигуряват услуги в областта на маркетинга, стратегически съвети и технология. Създаването и предлагането на софтуер с отворен код също представлява дейност pro bono.
Начина на извършване на този вид дейност и вида ѝ, във всички случаи трябва да се съобразява със съществуващото в съответната страна законодателство.